# João d'Orléans-Bragance
João Henrique d'Orléans-Bragance (en portugais : João Henrique de Orléans e Bragança), prince d’Orléans-Bragance, né le 25 avril 1954, au Brésil, est un membre de la branche de Petropolis de la maison d'Orléans-Bragance. De nationalité brésilienne, il est entrepreneur et photographe.

## Famille
João Henrique d'Orléans-Bragance est le fils unique du prince Jean d'Orléans-Bragance (1916-2005) et de son épouse, la princesse Fátima Toussoun d'Égypte (1923-1990, née Fátima Scherifa Chirine), veuve du prince Hassan Omar Toussoun d'Égypte et fille d'un couple d'aristocrates égyptiens, Ismail Chirine Bey et Aicha Mussallam. 
Par son père, il est l’arrière-arrière-petit-fils de l’empereur Pierre II (1825-1891) tandis que, par sa mère, il descend des Chirine, dynastie criméenne musulmane dirigeant l'une des sept tribus de la Horde d'or de Gengis Khan et qui cousine avec les princes russes Mechtcherski. 
En 1986, il épouse la Brésilienne Stella Cristina Lutterbach (1958), une architecte reconnue et impliquée, comme son époux, dans la vie caritative brésilienne. Ils divorcent en 2009. João Henrique épouse, en secondes noces, en 2013, Anna Claudia Alves de Oliveira Mell.
De son premier mariage, naissent deux enfants :
- João Philippe d'Orléans-Bragance (né en 1986), titulaire d'un MBA en économie et administration des affaires et exerçant l'activité de consultant financier. Il se marie en 2013 à Dona Yasmine Paranaguà, graphiste de profession, petite-fille de l'ambassadeur brésilien Paulo Henrique Paranaguá (en poste au Maroc, puis au Vénézuela) et descendante de Don João Lustosa da Cunha Paranaguá (1821-1912), marquis de Paranaguá, sénateur, ministre puis président du Conseil des ministres de l'empire du Brésil. Le couple est parents de deux enfants : Mia Isabel (née en 2015) et João Antonio (né en 2017) ;
- Maria Cristina d'Orléans-Bragance (née en 1989), atteinte de trisomie 21.

## Biographie
Coqueluche des médias brésiliens, séduits par son physique de play-boy et sa pratique du surf à une époque où celui-ci n’était pas encore à la mode, le prince João reçoit, dans les années 1970, un surnom affectueux qui ne le quittera plus : « Dom Joãozinho ».
Profitant de sa célébrité, le prince s’engage dans le domaine de l’écologie et de la conservation du patrimoine historique et culturel brésilien. En 1977, il se lance dans la photographie et publie, onze ans plus tard, son premier livre, Rio imperial. Aujourd’hui, dom João est un artiste reconnu. Auteur de huit ouvrages, il a réalisé de nombreuses expositions au Brésil, mais également en France, à l’Espace Pierre Cardin. Cependant, c’est toujours la volonté de préserver et de mettre en valeur les richesses de son pays qui l’animent. Habitant la ville de Paraty, il œuvre ainsi depuis plusieurs années afin de faire entrer celle-ci au patrimoine mondial de l'UNESCO.
L’écologie et la sauvegarde du patrimoine ne sont cependant pas les seules activités sociales de João d'Orléans-Bragance. Père d’une fille atteinte de trisomie 21, Maria Cristina (née en 1989), il s'est engagé avec son épouse Stella dans la recherche et la lutte contre cette maladie génétique. Cette dernière est ainsi présidente de la Fédération brésilienne des Associations contre le syndrome de Down, qui regroupe plus d’une cinquantaine d’associations. Le couple divorce en 2009.
João Henrique d'Orléans-Bragance est également un homme d’affaires impliqué dans le développement touristique. Il possède par ailleurs sa propre marque de cachaça, Maré alta.

## Titulature et décorations

### Titulature
- depuis le 25 avril 1954 : Son Altesse Royale le prince João Henrique d'Orléans-Bragance (naissance).

### Décorations dynastiques
- Grand-croix de l'ordre de Pierre Ier (maison d'Orléans et Bragance)[6]
- Grand-croix de l'ordre de la Rose (maison d'Orléans et Bragance)[6]
- Grand officier de l'ordre des Saints-Maurice-et-Lazare (maison de Savoie)[6]

### Œuvres du prince
João Henrique d'Orléans-Bragance est, entre autres, l'auteur (ou le co-auteur) des ouvrages suivants :
- (pt) Charles Roberto Maciel et Donato Mello Junior Levy (pour le texte) et João de Orleans e Bragança (pour les illustrations), Rio Imperial, Sanbra, 1988. (ASIN B0012FVWKY) ;
- (pt) João de Orleans e Bragança, Campos de Altitude, 1989 ;
- (pt) João de Orleans e Bragança, Trajano, 1990. (photographies en noir et blanc) ;
- (pt) João de Orleans e Bragança, Piauí, Luz do Mar e do Sertão, Edição do Sebrae, 2006[7] (prix d’Excellence graphique Werner Klatt dans la catégorie Livre d'art et de luxe) ;
- (pt) Antônio Torres (pour le texte) et João de Orleans e Bragança (pour les photographies), A riqueza vem do fundo do mar, 2008.

### Autres sources
- (pt) Studart, H., « O Príncipe Aventureiro - As histórias do cidadão brasileiro Dom Joãozinho de Orleans, que, além de príncipe herdeiro imperial, é, também, um obstinado fotógrafo-ecologista à caça de grandes imagens da natureza », Revista Caminhos da Terra, Rio de Janeiro, p. 64-69, 1er mai 1997.
- François Billaut, « Dom João d’Orléans-Bragance: "L'idée même de la démocratie est menacée" », Point de vue, 24 juillet 2020 [lire en ligne].
- François Billaut, « Regards croisés sur l’Égypte de dom Pedro II à dom João », Point de vue, 24 avril 2019 [lire en ligne].